# Sagbayan
Sagbayan è una municipalità di quinta classe delle Filippine, situata nella Provincia di Bohol, nella Regione del Visayas Centrale.
Sagbayan è formata da 24 baranggay:
- Calangahan
- Canmano
- Canmaya Centro
- Canmaya Diot
- Dagnawan
- Kabasacan
- Kagawasan
- Katipunan
- Langtad
- Libertad Norte
- Libertad Sur
- Mantalongon

- Poblacion
- Sagbayan Sur
- San Agustin
- San Antonio
- San Isidro
- San Ramon
- San Roque
- San Vicente Norte
- San Vicente Sur
- Santa Catalina
- Santa Cruz
- Ubojan